# دختر رایان
دختر رایان (به انگلیسی: Ryan's Daughter) فیلمی به کارگردانی دیوید لین با بازی رابرت میچام است.